# Riga (metrostation)
Riga  is een aangekondigd station van de Brusselse metro op de grens van Evere en Schaarbeek. Het is gelegen onder de Rigasquare, enkele tientallen meters van de Heilige-Familiekerk. De locatie wordt tegenwoordig bediend door de bus 59 maar met een andere halte naam genaamd "Huart Hamoir". Het station zal bediend worden door de nieuwe Brusselse metrolijn 3, waarvan de bouw volgens de planning zal starten in 2019 en opgeleverd moet worden in 2030. De lijn, en dus ook het perron, zal 28 meter onder het straatoppervlak op het hoogste punt van het plein liggen.
Het station houdt rekening met de niveauverschillen op het plein. Op het hoogste punt van de Rigasquare aan de Helmetkerk komt een hoge opening met een uitstekend afdak, aan de zijde van het station een dieperliggende ingang. De aanleg zal een impact hebben op de bomen van de Rigasquare, onder meer deze in het plantsoen voor de kerk, en het aantal resterende parkeerplaatsen na de aanleg. Het zicht vanaf de terrassen van enkele horecazaken op de Huart Hamoirlaan zal verstoord worden door het verlies van de schaduw van de bomen en het afdak van de metrotoegang.  Beliris gaat evenwel nieuwe - reeds 25 jaar oude - bomen planten na de bouw.
De diepte van de lijn onder het plein maakt dat reizigers met vier roltrappen vanaf de ingang aan de kerk, en drie roltrappen aan de ingang van het station van en naar perronsniveau moeten.
Albert · 
Horta · 
Sint-Gillisvoorplein ·
Hallepoort ·
Zuidstation ·
Toots Thielemans ·
Anneessens-Fontainas ·
Beurs - Grote Markt ·
De Brouckère ·
Rogier ·
Noordstation ·
Liedts ·
Colignon ·
Verboekhoven ·
Riga ·
Linde ·
Vrede ·
Bordet Station